# Snooks Eaglin
 (octobre 2015).
Si vous disposez d'ouvrages ou d'articles de référence ou si vous connaissez des sites web de qualité traitant du thème abordé ici, merci de compléter l'article en donnant les références utiles à sa vérifiabilité et en les liant à la section « Notes et références ».
Fird Eaglin Jr, connu sous le surnom de Snooks Eaglin, est un chanteur-guitariste de blues américain, né à La Nouvelle-Orléans (Louisiane), le 21 janvier 1936 et mort le 18 février 2009 à l'âge de 73 ans.

## Biographie
Eaglin perd la vue peu après son premier anniversaire des suites d'un glaucome. Vers l'âge de cinq ans, on lui offre une guitare dont il apprend à jouer en écoutant la radio (son surnom lui vient d'un personnage de radio nommé "Baby Snooks").
Assez tôt, Eaglin abandonne ses études pour rejoindre les Flamingoes, un groupe local formé par Allen Toussaint. Il ne le quittera qu'à sa dissolution, au milieu des années 1950.
Eaglin joue souvent dans les rues entre ses tournées ou lorsque le travail de studio manque ; c'est là qu'il est découvert par Harry Oster, un folkloriste de l'université de la Louisiane. Il enregistre ensuite chez Folkways Records, Folklyric, et Prestige.
Considéré comme un superbe bluesman, son style vocal rappelle celui de Ray Charles. C'est probablement dans son disque That's All Right (Heritage, 1961) qu'il en fait la meilleure démonstration.
Avec les années, sa capacité à assimiler et à s'approprier n'importe quel morceau s'est développée au point de lui valoir le surnom de « jukebox humain ».